# 오토스케일링
오토스케일링(autoscaling)은 서버 팜의 컴퓨팅 리소스 양(일반적으로 활성 서버 수로 측정)을 동적으로 조정하는 클라우드 컴퓨팅에 사용되는 한 방식이다. 예를 들어, 웹 애플리케이션 뒤에서 실행되는 서버 수는 사이트의 활성 사용자 수에 따라 자동으로 늘어나거나 줄어들 수 있다. 이러한 지표는 하루 종일 극적으로 변할 수 있고 서버는 유휴 상태에서도 실행하는 데 비용이 드는 제한된 리소스이므로 현재의 부하를 지원하는 데 "충분한" 서버를 실행하는 동시에 여전히 작업을 수행할 수 있다는 장점이 있는 경우가 많다. 갑작스럽고 큰 활동 급증을 지원해준다. 오토스케일링은 활동이 적을 때 활성 서버 수를 줄이고 활동이 높을 때 새 서버를 시작할 수 있으므로 이러한 요구 사항에 유용하다. 자동 확장은 로드 밸런싱 개념과 밀접한 관련이 있으며 이를 기반으로 한다.

## 같이 보기
- 클라우드 컴퓨팅
- 부하분산
- 아마존 웹 서비스